# Jet Lag: The Game
Jet Lag: The Game ist eine US-amerikanische Reise-Wettbewerbs-Webserie, die von Wendover Productions produziert und auf Nebula und YouTube veröffentlicht wird. Sie wurde im Mai 2022 von Sam Denby, Adam Chase und Ben Doyle kreiert. Jede der bisher 14 Staffeln dreht sich um einen Wettkampf, bei dem die Teilnehmer ein geografisches bzw. spieltechnisches Ziel in verschiedenen Teilen der Welt erreichen müssen. Einige dieser Wettbewerbe sind von Brettspielen und Kinderspielen inspiriert. Stand Juli 2025 wurden 14 Staffeln veröffentlicht.
Stand Dezember 2024 wurde die Show auf Nebula für mehr als eine Million Stunden gestreamt. Auf YouTube besaß sie zu diesem Zeitpunkt zudem mehr als 800.000 Abonnenten und erzielte über 76 Millionen Aufrufe auf der Plattform.

## Hintergrund

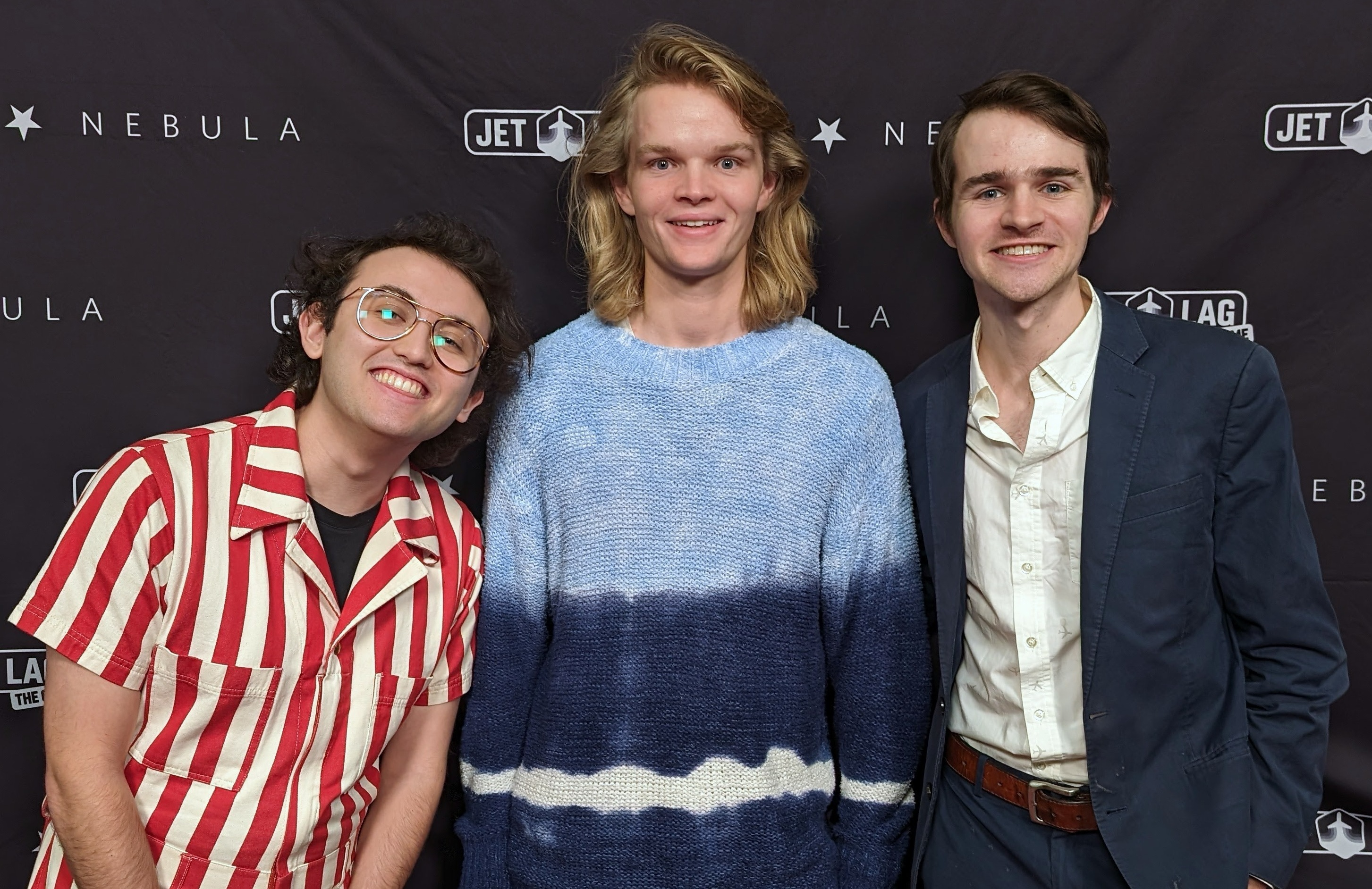
(von links nach rechts) Ben Doyle, Sam Denby und Adam Chase, hier im Dezember 2023, sind die Schöpfer der Serie.

Jet Lag: The Game wurde von Sam Denby, Gründer von Wendover Productions und „Chief Content Officer“ der Streaming-Plattform Nebula, zusammen mit den Autoren Adam Chase und Ben Doyle ins Leben gerufen. Die erste Staffel wurde am 25. Mai 2022 veröffentlicht.
Das Format von Jet Lag wurde in Teilen während einer älteren Wendover-Productions-Miniserie, Crime Spree entwickelt. In dieser Serie verfolgten Chase und Doyle Denby, während dieser versuchte, obskure Bundesstaatsgesetze in den Vereinigten Staaten zu brechen. Denby selbst nannte außerdem The Amazing Race und Taskmaster als Inspirationsquellen für einige der Spielmechaniken der Show.
Die Show wurde hauptsächlich für das Streaming auf Nebula geschaffen, dessen zahlende Abonnenten das relativ teure Budget der Folgen unterstützen. Die einzelnen Episoden werden zuerst auf Nebula veröffentlicht und mit einer Verzögerung von einer Woche auch auf YouTube hochgeladen.

## Spielablauf
Jede Staffel folgt einer Spielstruktur, die an die jeweilige geografische Region und die dort verfügbaren öffentlichen Transportmöglichkeiten angepasst ist. So mussten die Teams in der ersten Staffel verschiedene US-Bundesstaaten bereisen, um eine Reihe oder Spalte im Stil von Vier gewinnt für sich zu beanspruchen. In späteren Staffeln reisten die Teilnehmer mit dem Flugzeug einmal um die Welt, spielten Fangen in Westeuropa oder fuhren die vertikale Länge Neuseelands mit dem Auto entlang.
Die Spieler müssen Herausforderungen bestehen, um Währung zu verdienen (in einigen Staffeln Spielgeld, in anderen virtuelle Währung), welche ihnen die Möglichkeit gibt, weiter zu reisen und in späteren Staffeln auch erlaubt, Power-Ups zu kaufen. Einige der Staffeln beinhalten Herausforderungen, bei denen die Spieler – meist Doyle – Alkohol konsumieren müssen. Spielern können außerdem „Flüche“ auferlegt bekommen, die ihre Reisemöglichkeiten einschränken (bspw. nur Transportmittel nutzen zu dürfen, die zu ungeraden Minuten der Stunde abfahren) oder dem Fortlaufen des Spiels ein unangenehmes Element hinzufügen (bspw. die Spieler zwingen, Tom Lehrers Element Song in Endlosschleife zu hören, bis sie die nächste Stadt erreichen).

### Bereiste Länder und Kontinente
Bis Staffel 15 hat Jet Lag: The Game in insgesamt 28 Ländern auf vier Kontinenten stattgefunden.

Die Länder, die im Verlauf von Jet Lag: The Game besucht wurden, sind in Farbe dargestellt.

| Pl. | Land                   | Staffeln             |
| --- | ---------------------- | -------------------- |
| 1   | Vereinigte Staaten     | 5 (1, 2, 4, 8, 13.5) |
| 2   | Frankreich             | 4 (3, 7, 13, 15)     |
| 3   | Belgien                | 3 (3, 7, 13)         |
| 3   | Deutschland            | 3 (3, 7, 13)         |
| 3   | Italien                | 3 (2, 11, 13)        |
| 3   | Niederlande            | 3 (2, 7, 13)         |
| 3   | Schweiz                | 3 (9, 11, 13)        |
| 8   | Australien             | 2 (2, 10)            |
| 8   | Japan                  | 2 (6, 12)            |
| 10  | Dänemark               | 1 (13)               |
| 10  | Fidschi                | 1 (2)                |
| 10  | Finnland               | 1 (13)               |
| 10  | Liechtenstein          | 1 (13)               |
| 10  | Litauen                | 1 (13)               |
| 10  | Luxemburg              | 1 (7)                |
| 10  | Mexiko                 | 1 (2)                |
| 10  | Neuseeland             | 1 (5)                |
| 10  | Norwegen               | 1 (13)               |
| 10  | Österreich             | 1 (13)               |
| 10  | Schweden               | 1 (13)               |
| 10  | Singapur               | 1 (2)                |
| 10  | Slowakei               | 1 (13)               |
| 10  | Slowenien              | 1 (11)               |
| 10  | Südkorea               | 1 (14)               |
| 10  | Tschechien             | 1 (13)               |
| 10  | Ungarn                 | 1 (13)               |
| 10  | Vatikanstadt           | 1 (13)               |
| 10  | Vereinigtes Königreich | 1 (13)               |

## Staffeln
Stand Juli 2025 hat Jet Lag: The Game insgesamt vierzehn komplette Staffeln und ein zweiteiliges Special veröffentlicht.
| Staffel | Originaltitel                | Episoden- anzahl | Erstveröffentlichung | Erstveröffentlichung | Spielbereich         | Gast                                       | Gewinner                   | Spiel                                                                                   |
| Staffel | Originaltitel                | Episoden- anzahl | Staffelpremiere      | Staffelfinale        | Spielbereich         | Gast                                       | Gewinner                   | Spiel                                                                                   |
| ------- | ---------------------------- | ---------------- | -------------------- | -------------------- | -------------------- | ------------------------------------------ | -------------------------- | --------------------------------------------------------------------------------------- |
| 1       | Connect 4                    | 3                | 25. Mai 2022         | 1. Juni 2022         | Vereinigte Staaten 1 | Brian McManus                              | Sam Denby & Brian McManus  | Vier gewinnt durch Reklamierung von westlichen US-Bundesstaaten                         |
| 2       | Circumnavigation             | 5                | 29. Juni 2022        | 28. Juli 2022        | Erde                 | Joseph Pisenti                             | Adam Chase & Ben Doyle     | Rennen, eine Erdumrundung abzuschließen                                                 |
| 3       | Tag EUR It                   | 7                | 7. September 2022    | 19. Oktober 2022     | Westeuropa           | —                                          | Adam Chase                 | Fangen in Westeuropa                                                                    |
| 4       | Battle 4 America             | 5                | 7. Dezember 2022     | 4. Januar 2023       | Vereinigte Staaten   | Brian McManus                              | Adam Chase & Ben Doyle     | Reklamierung der meisten US-Bundesstaaten                                               |
| 5       | Race to the End of the World | 8                | 1. März 2023         | 19. April 2023       | Neuseeland           | Toby Hendy                                 | Sam Denby & Toby Hendy     | Rennen über die Länge von Neuseeland, Wege werden über Herausforderungen freigeschaltet |
| 6       | Capture the Flag             | 7                | 31. Mai 2023         | 12. Juli 2023        | Japan                | Scotty Allen                               | Adam Chase & Ben Doyle     | Capture the Flag in Japan, Startpunkt in Tokio                                          |
| 7       | Tag EUR It 2                 | 6                | 6. September 2023    | 11. Oktober 2023     | Westeuropa           | —                                          | Ben Doyle                  | Fangen in Westeuropa                                                                    |
| 8       | Arctic Escape                | 6                | 13. Dezember 2023    | 17. Januar 2024      | Vereinigte Staaten   | Michelle Khare                             | Sam Denby & Michelle Khare | Rennen von Utqiaġvik nach Key West                                                      |
| 9       | Hide + Seek                  | 5                | 28. Februar 2024     | 27. März 2024        | Schweiz              | —                                          | Adam Chase                 | Versteckspiel in der Schweiz                                                            |
| 10      | Au$tralia                    | 6                | 15. Mai 2024         | 19. Juni 2024        | Australien           | Toby Hendy                                 | Sam Denby & Toby Hendy     | Reklamierung der meisten Regionen Australiens                                           |
| 11      | Tag EUR It 3                 | 6                | 21. August 2024      | 25. September 2024   | Südeuropa            | —                                          | Sam Denby                  | Fangen in Südeuropa                                                                     |
| 12      | Hide + Seek: Japan           | 7                | 4. Dezember 2024     | 15. Januar 2025      | Japan                | —                                          | Ben Doyle                  | Versteckspiel in Japan                                                                  |
| 13      | Schengen Showdown            | 6                | 5. März 2025         | 9. April 2025        | Schengen-Raum 2      | Tom Scott                                  | Adam Chase & Ben Doyle     | Reklamierung der meisten Staaten im Schengen-Raum                                       |
| 13.5    | Hide + Seek NYC              | 2                | 23. April 2025       | 30. April 2025       | New York City        | Amy Muller                                 | Sam Denby & Ben Doyle      | Versteckspiel in New York City                                                          |
| 14      | Snake                        | 6                | 11. Juni 2025        | 16. Juli 2025        | Südkorea             | —                                          | Adam Chase                 | Snake auf dem südkoreanischen Eisenbahnnetzwerk                                         |
| 15      | Tag EUR It: All Stars        | —                | 17. September 2025   | —                    | Westeuropa           | Brian McManus, Toby Hendy & Michelle Khare | —                          | Fangen in Westeuropa                                                                    |

## Kartenspiel
Ein Kartenspiel mit dem Titel Jet Lag: The Game's Hide and Seek, wurde im November 2024 zum Verkauf angeboten. Die Regeln des Spiels sind nahezu identisch mit denen der zwölften Staffel der Serie, jedoch mit einigen Modifikationen, die es ermöglichen, das Spiel in unterschiedlichsten geografischen Gebieten zu spielen.